# اندیس زبر کوه
زبر کوه یک اندیس غیرفلزی است که در حوالی شهر ازبک کوه استان خراسان قرار دارد و مادهٔ معدنی موجود در آن، فیروزه است.  